# Antipsykiatri
Antipsykiatri (även anti-psykiatri) är en rörelse som anser att psykiatrisk behandling ofta är mera skadlig än hälsosam för patienterna. (De som kallas antipsykiatriker ställer dock inte alltid upp på den etiketteringen.) Antipsykiatriker kan exempelvis opponera sig mot kontroversiella och/eller dåligt utforskade, eller farliga, psykiatriska behandlingsmetoder.
Det är också vanligt att psykiatrikritiker fokuserar på filosofiska och etiska aspekter gällande psykiatri och psykologiserande. Kritikerna, som kan vara allt från forskare, filosofer, psykiatriker, religiösa och läkare, kan även hålla med om att vissa tillvägagångssätt som psykiatriker nyttjar kan vara omedelbart "effektiva". Men de kan ändock vidhålla att det inte betyder att något nödvändigtvis "botats", eller protestera mot de villkor som föreligger inom psykiatrin. Många avfärdar också helt själva begreppet "psykisk sjukdom" och använder istället termen "livsproblem". Antipsykiatriker brukar även peka ut de godtyckliga procedurerna som ligger till grund för moderna symptomdiagnoser med skattningsformulär som primär diagnostisk metod.
De första ansatserna till antipsykiatrin kom från Michel Foucault, R.D. Laing och Franco Basaglia. Termen användes först av psykiatrikern David Cooper 1967, men motstånd mot den då existerande psykiatrin förekom långt innan dess. Psykiatern Thomas Szasz har ofta ansetts vara antipsykiatrisk, men avvisade själv detta bland annat då han förespråkade att helt avveckla psykiatri som medicinsk specialitet, snarare än att utveckla alternativ.

## Historia

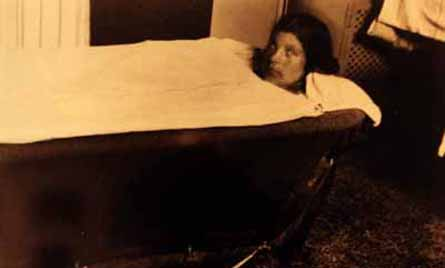
Långbad

Under upplysningstiden började "mer moraliska behandlingar", utmana de råa, pessimistiska och somatiska tillvägagångssätten som var det vedertagna i "dårhusen", dit personer som generellt betraktades ungefär som vilda djur utan något som helst förnuft förpassades. Alternativ kom dock att utvecklas, dessa alternativ utvecklades av före detta personal på "dårhusen" såväl som exempelvis läkare och filantroper. "Den moraliska behandlingen", sågs som en ny "mer human", men oavsett involverade också dessa metoder fysisk fastspänning, hot om straff, (troligen också direkt våld mot intagna), och personliga och sociala kontrollmetoder. Efter en period, då dessa etablissemang kom att bli de gängse institutionerna under 1800-talet, växte också kritiken mot de negativa aspekterna. Enligt Foucault skiftade synsättet gentemot "dårskapen", varigenom det kom att ses som något som handlade mindre om direkta vanföreställningar, än "problem" gällande normalt beteende eller vilja. Foucault menade att innan dess, så kunde läkare ofta förskriva resor, vila, promenader, pension, eller att vistas mer i naturen, vilket ansågs kunna lyckat bryta med det samhälleligt konstituerade, och därför också med de därtill tillkomna vanföreställningarna.[källa behövs]
Historiskt har psykiatrin nyttjat långt mer tvång och rent fysiskt våld än idag. Förr i tiden var det vanligt att tvinga ner "patienterna" i långbad för att de skulle "lugna sig". Samhällelig förändring determinerar vidare över tid vad som ens anses vara "sinnessjukt", något som vidare pekar på godtyckligheten i vad som kommer att medikaliseras. Psykologiserande i sig är också ett relativt nytt fenomen, vilket uppkommit i samband med moderniteten.
Författarinnan Amalie Skram fick stor uppmärksamhet då hon 1895–1896 angrep psykiatern Knud Pontoppidan i Köpenhamn på ett sätt som påminner om senare tiders antipsykiatri. Även inom surrealismen opponerade man sig mot psykiatrin, Antonin Artaud publicerade sitt berömda Brev till överläkarna på sinnessjukhusen 1925. som avslutningsvis konstaterar att "läkarna på inget sätt är överlägsna sina patienter utom när det gäller makt".
Två inflytelserika personer inom rörelsen är psykiatrerna R. D. Laing och Thomas Szasz; ingen av dem använde dock själva termen "anti-psykiatri". Andra kritiker som ofta associeras med rörelsen är Peter Breggin, Elliott Valenstein, Bruce Levine, Douglas C. Smith och Jeffrey Moussaieff Masson. I ett bredare sammanhang har också idéhistorikern Michel Foucault, sociologen Erving Goffman samt filosoferna Ian Hacking och Philiph Kitcher nämnts bland psykiatrins kritiker.
I Sverige har Eva Kärfve av sina motståndare inom svensk psykiatri anklagats för att framföra idéer hämtade från den antipsykiatriska rörelsen. Kärfve själv säger sig dock inte vara en del av någon antipsykiatrisk rörelse, men har mer specifikt hävdat att diagnoser som "ADHD" och "DAMP" sätts på alltför lösa grunder.

## Vanliga antipsykiatriska utpekanden
- De särskilda definitionerna på och kriterierna för hundratals nutida psykiatriska diagnoser eller störningar är vaga och obestämda och lämnar alltför mycket utrymme åt åsikter och tolkningar för att kunna leva upp till en grundläggande vetenskaplig kvalitet.[10]
- I klassamhällen blir personer som tillhör lägre samhällsklasser förklarade "psykiskt sjuka" olika ofta.[11][12][13]
- Den säger också att de rådande psykiatriska behandlingsmetoderna tenderar att vara till mera skada än nytta för patienten.[14]
- Att diagnoser som ADHD och Asperger har varit föremål för en mycket omfattande diagnosglidning genom de olika upplagorna av DSM.

- Olämpligheten och överanvändningen av medicinsk terminologi och metod för att förstå människans relation till samhället. (Exempelvis felkategoriseringar av normala reaktioner på onormala situationer, vilka tolkas som psykiatriska störningar.)
- Det ovetenskapliga i att rent induktivt konstruera allt fler diagnoser utan en sjukdomsdefinition (som i t.ex. DSM), som vissa menar kan ge upphov till självuppfyllande profetior för patienterna.[10][15]
- Misslyckanden gällande att utesluta andra orsaker till livsproblem än rent psykiska, tex social misär.
- Att man arbetar mot småbarn som inte har förmåga att protestera mot de psykiatriska praktikerna.
- Aktiva försäkringsbolag, läkemedelsbolag, NGOs, och så vidare med starka finansiella intressen i psykiatri (som i fallet med de föräldrarlösa Duplessisbarnen).
- Att depression inte är någon "hjärnsjukdom". Att hävda detta är att blanda ihop orsak och verkan. Att en person mår dåligt så till den grad att hjärnan börjar "stänga ner", går att observera neurologiskt, men orsaken till detta är i den absoluta majoriteten av fallen inte rent neurologisk. Dessa förändringar är symtom på att personen befinner sig i en situation eller miljö som över tid gjort personen deprimerad. Neurologiska förändringar är en konsekvens av detta. Dessa förändringar är inte själva orsaken till att personen befinner sig i situationen.[16]

Vissa yrkesverksamma inom mentalvården intar antipsykiatriska ståndpunkter, liksom vissa brukare, och f.d brukare av psykiatrin. En del kritiker riktar sin uppmärksamhet mot vad som är känt som biologisk psykiatri.

## Psykiatrins utmaningar: civilisationen som orsak till lidande.
På senare år har psykoterapeuten David Smail, som betraktas som medlem i den antipsykiatriska rörelsen, skrivit en hel del om ”den förkroppsligade naturen” hos individen i samhället, och om oviljan även hos en våldtäktsman att se den uppenbara roll som här spelas av makt och intresse i det moderna västerländska samhället. Han argumenterar för att känslor och emotioner inte är, vilket vanligen antas, individens uttryck utan snarare individens respons på sin situation i samhället. Också psykoterapi, menar han, kan bara förändra känslor i den mån det hjälper en person att ändra de ”proximala” och ”distala” influenserna på hans liv, vilket sträcker sig från familj och vänner till arbete och politik.
R.D. Laing upprepade ofta att familjens nexus var en mekanism som gjorde individer till offer för dem omkring honom och talade också om ett dysfunktionellt samhälle.

## "Mentala störningars" ontologiska status

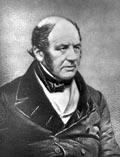
Den amerikanske läkaren Samuel A. Cartwright identifierade sjukdomen drapetomani, som fick slavar att rymma. Begreppet hånades av läkare i nordstaterna men omfamnades av slavägare i sydstaterna, vilket illustrerar betydelsen av social kontext inom psykiatrin.

Det har framförts orsaker till att betvivla "mentala störningars" ontologiska status.
Mentala störningar framkallar ontologisk skepticism på flera nivåer:
- Mentala störningar är abstrakta storheter som inte kan uppfattas med våra sinnen direkt eller indirekt som det låter sig göras med makro- eller mikroobjekt.
- Mentala störningar är inte heller naturliga processer vars uppmärksammande är fritt från påförda värderingar och eller mänskliga tolkningar.
- Det är oklart huruvida de skall uppfattas som abstraktioner som existerar oberoende av den individuella person som upplever dem, och därför instansierar dem.

## Psykiatrikritik i Sverige
Den svenska debatten från 1970-talet och framåt har främst handlat om rättspsykiatrin, sociopatbegreppet  och genom Riksförbundet för social och mental hälsa (RSMH) patienternas rättigheter. Kritiken mot de stora mentalsjukhusen fick till följd att de avvecklades till förmån för en mer decentraliserad vård; en avveckling som dock på grund av bristande planering ibland skedde innan tillräckligt med alternativa vårdformer hunnit tillskapas. Även den medikaliserande kulturen, DSM, och behovet av att kombinera medicinering med psykoterapi diskuterades. Flera av de krav psykiatrikritiken då framförde kom att uppfyllas, medan andra diskussionsämnen kvarstår. ECT-behandling anses inom psykiatrins huvudfåra vara en effektiv behandling av särskilt djupa depressioner men utsätts fortfarande för skarp kritik. Psykiatrisk tvångsvård av personer som bestämt motsätter sig vård kan leda till utagerande beteende, vilket ibland hanteras med metoder som bältesläggning och tvångsmedicinering. Huruvida lösningen är att avskaffa psykiatrisk tvångsvård eller att försöka utveckla tvångsvården är fortsatt föremål för debatt.  

### DAMP-debatten
Under tidigt 2000-tal kritiserade och ifrågasatte docenten i sociologi Eva Kärfve och barnläkaren Leif Elinder den vetenskapliga grunden för att psykiatrin diagnosticerade småbarn med diagnoser som DAMP och ADHD för att sedan ge dessa amfetamin. Detta gjorde att en stor debatt blossade upp, där Kärves främsta motståndare var läkarna Christopher Gillberg och Peder Rasmussen. Debatten gick mot sitt slut efter att Gillberg med flera vägrade ge ut forskningsmaterialet för granskning till Kärfve trots domslut om att så skulle ske. Efter detta körde Gillbergs fru och Rasmussen 22 hyllmeter forskningsmaterial genom en dokumentförstörare. Studien som var så kontroversiell var den så kallade "Göteborgsstudien om barn med DAMP". Den psykiatriska intresseorganisationen Attention, som erhållit finansiering från läkemedelsindustrin, försökte i samband med detta också få Leif Elinders läkarlegitimation indragen, vilket dock misslyckades.

## Film
- Family Life, 1971. Regi: Ken Loach. Med Sandy Ratcliff, Janice Baildon och Bill Dean.
- One Flew Over the Cuckoo's Nest (Gökboet), 1975. Regi: Milos Forman. Med Jack Nicholson, Louise Fletcher och Will Sampson.
- Crazywise, 2014,Regi:Phil Borges & Kevin Tomlinson.